# 特尔
特尔是奥地利施蒂利亚州穆尔河畔布鲁克县的一个市镇。总面积65.29平方公里，总人口1833人，人口密度28.1人/平方公里（2001年）。